# 文明书局
文明书局是中国清朝末期光绪廿八年（1902年）由廉泉、俞复、丁宝书等人集股在上海创办的一家出版社，俞复任经理，地址为棋盘街河南路88、89号。商务印书馆成立前，文明书局是中国编辑和出版教科书最多的出版社。1915年，文明书局及其所属进步书局并入中华书局。